# Emilio Carranza, Soledad de Doblado
Emilio Carranza är en ort i Mexiko.   Den ligger i kommunen Soledad de Doblado och delstaten Veracruz, i den sydöstra delen av landet, 280 km öster om huvudstaden Mexico City. Emilio Carranza ligger 157 meter över havet och antalet invånare är 136.
Terrängen runt Emilio Carranza är lite kuperad, och sluttar österut. Runt Emilio Carranza är det ganska tätbefolkat, med 104 invånare per kvadratkilometer. Närmaste större samhälle är Soledad de Doblado, 10,8 km sydost om Emilio Carranza. Omgivningarna runt Emilio Carranza är en mosaik av jordbruksmark och naturlig växtlighet.